# Blauzac
Blauzac (okzitanisch: Blausac) ist ein Ort und eine südfranzösische Gemeinde mit 1.228 Einwohnern (Stand 1. Januar 2022) im Département Gard in der Region Okzitanien.

## Lage
Der Ort Blauzac liegt auf einer etwa 90 m hohen Anhöhe im Pays de l’Uzège etwa 2 km nördlich des Gardon (oder Gard) und ist rund 18 km (Fahrtstrecke) in nördlicher Richtung von Nîmes entfernt. Die historisch bedeutsame Kleinstadt Uzès befindet sich nur etwa 9 km nordöstlich.

## Bevölkerungsentwicklung
| Jahr      | 1800 | 1851 | 1901 | 1954 | 1999 | 2017 |
| Einwohner | 669  | 879  | 644  | 446  | 764  | 1196 |

Der bereits gegen Ende des 19. Jahrhunderts einsetzende konstante Bevölkerungsrückgang lässt sich im Wesentlichen auf die Reblauskrise und die Mechanisierung der Landwirtschaft zurückführen. In jüngerer Zeit hat die relative Nähe zur Großstadt Nîmes zu einer Trendwende bei den Einwohnerzahlen beigetragen.

## Wirtschaft
Die Einwohner von Blauzac lebten jahrhundertelang als Selbstversorger von den Erträgen ihrer Felder und Gärten; Produktionsüberschüsse konnten manchmal in Uzès vermarktet werden. Auch Wein wurde angebaut, doch setzte die Reblauskrise setzte diesem Wirtschaftszweig Ende des 19. Jahrhunderts ein vorläufiges Ende. Heute wird nur noch vereinzelt Wein angebaut und über die Appellationen Cévennes, Duché d’Uzès, Gard und Pays d’Oc vermarktet. Zunehmend spielt die Vermietung von Ferienwohnungen (gîtes) eine gewisse Rolle im Wirtschaftsleben der Gemeinde.

## Geschichte
Wahrscheinlich war die Gegend bereits in gallorömischer Zeit besiedelt. Die ersten urkundlichen Erwähnungen der Ortsnamen Blandacum, Castrum de Blauzuch, Blazacum und Blauzat stammen aus dem 11. und 12. Jahrhundert; in dieser Zeit entstand auch eine Burg (château). Bereits im Jahr 1136 hatte der französische König Ludwig VI. das Gebiet an die Bischöfe von Uzès abgetreten. Die Zeit der Päpste in Avignon (1309–1377) war eine Blütezeit für den Ort. Im Jahr 1382 wurde die Burg im Rahmen des Tuchineraufstands in Brand gesetzt, danach jedoch wieder restauriert. Im 16. Jahrhundert wird eine Einwohnerzahl von ca. 650 Personen genannt.

## Sehenswürdigkeiten
- Die mit Kreuzstockfenstern restaurierte mittelalterliche Burg steht gegenüber der Kirche; sie befindet sich in Privatbesitz.
- Die dreischiffige spätgotische Kirche stammt aus dem 14. bis 16. Jahrhundert.

außerhalb
- Der im 13. Jahrhundert erbaute aber wiederholt erneuerte Pont Saint-Nicolas (heute auf dem Gebiet der Nachbargemeinde Sainte Anastasie) bildete den wichtigsten Übergang über den Gardon zwischen Nîmes und Uzès.
- In den (zum Teil aufgegebenen) Weinfeldern in der Umgebung des Ortes stehen mehrere Wächterhütten aus Trockenmauerwerk (in der Region capitelles genannt); sie stammen zumeist aus dem 19. Jahrhundert.

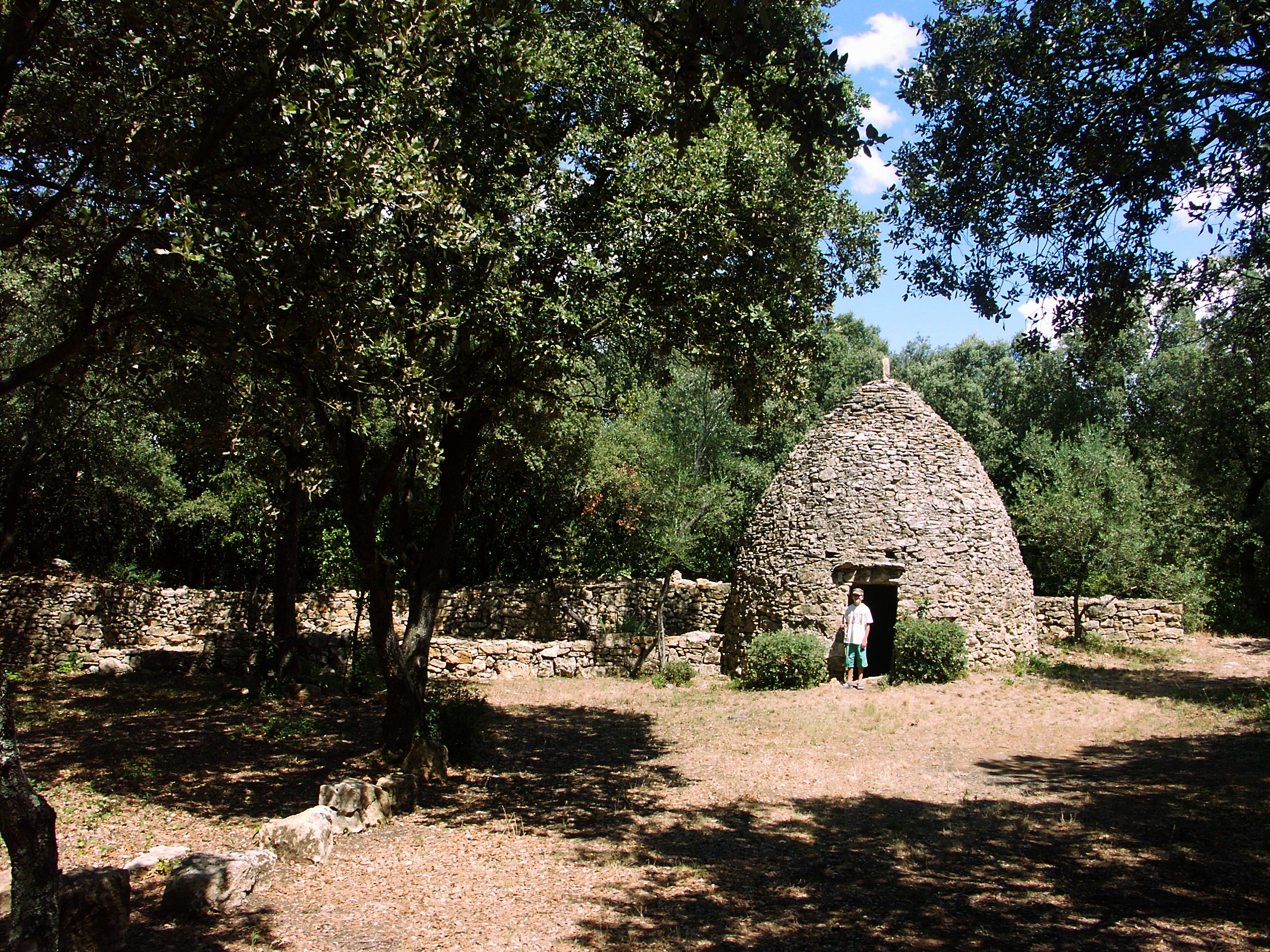
Runde capitelle
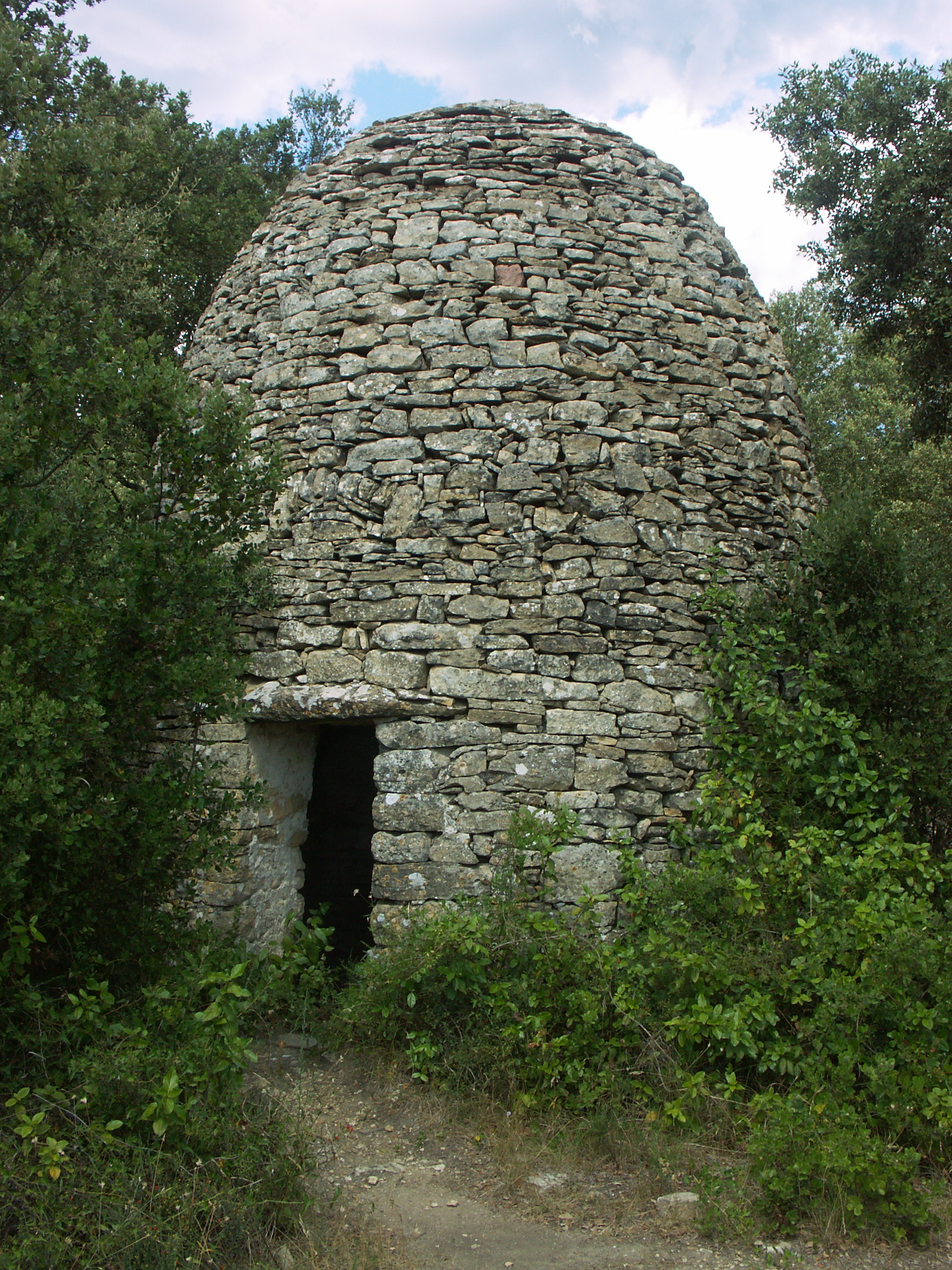
Hohe capitelle
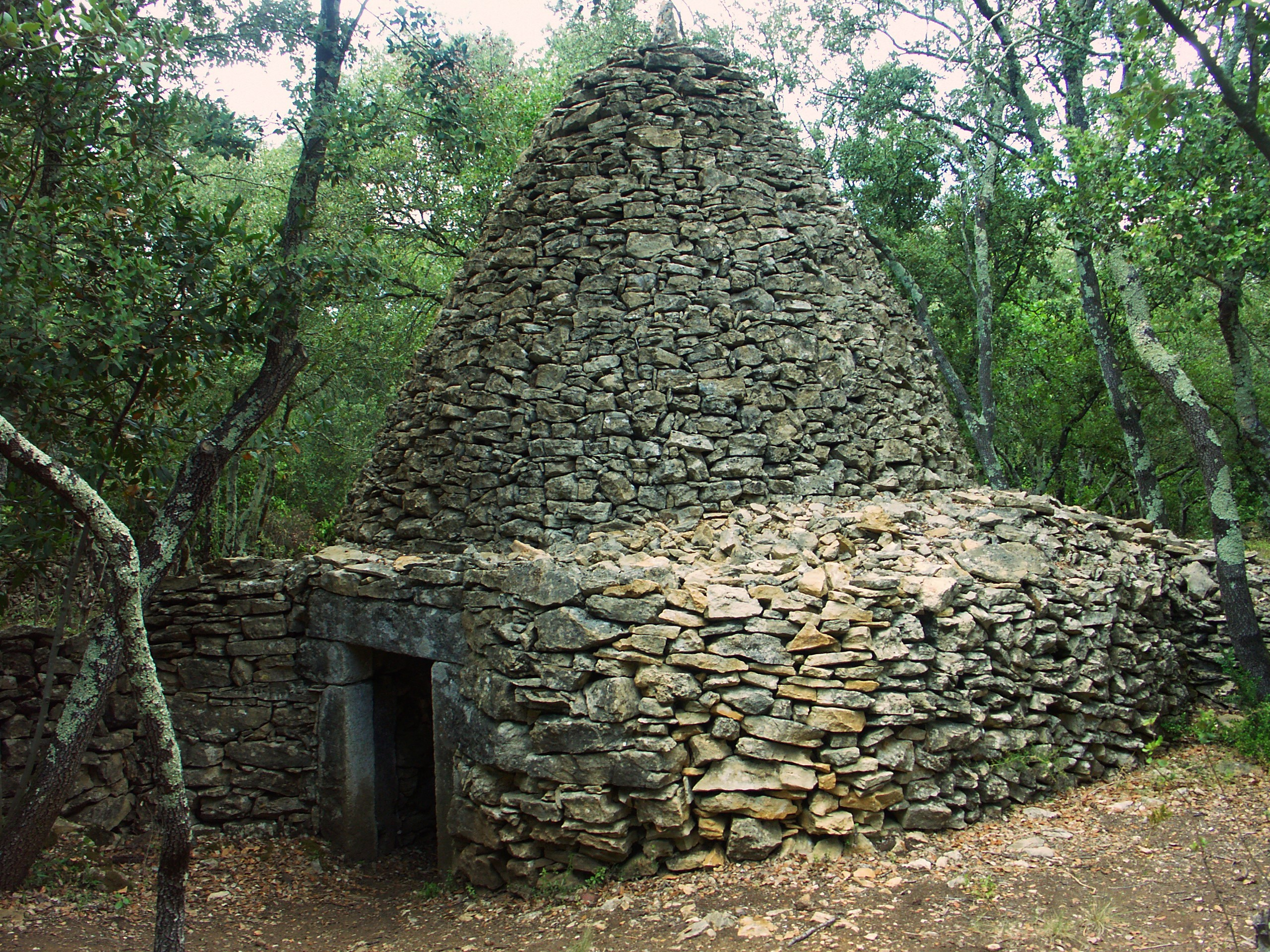
Gestufte capitelle
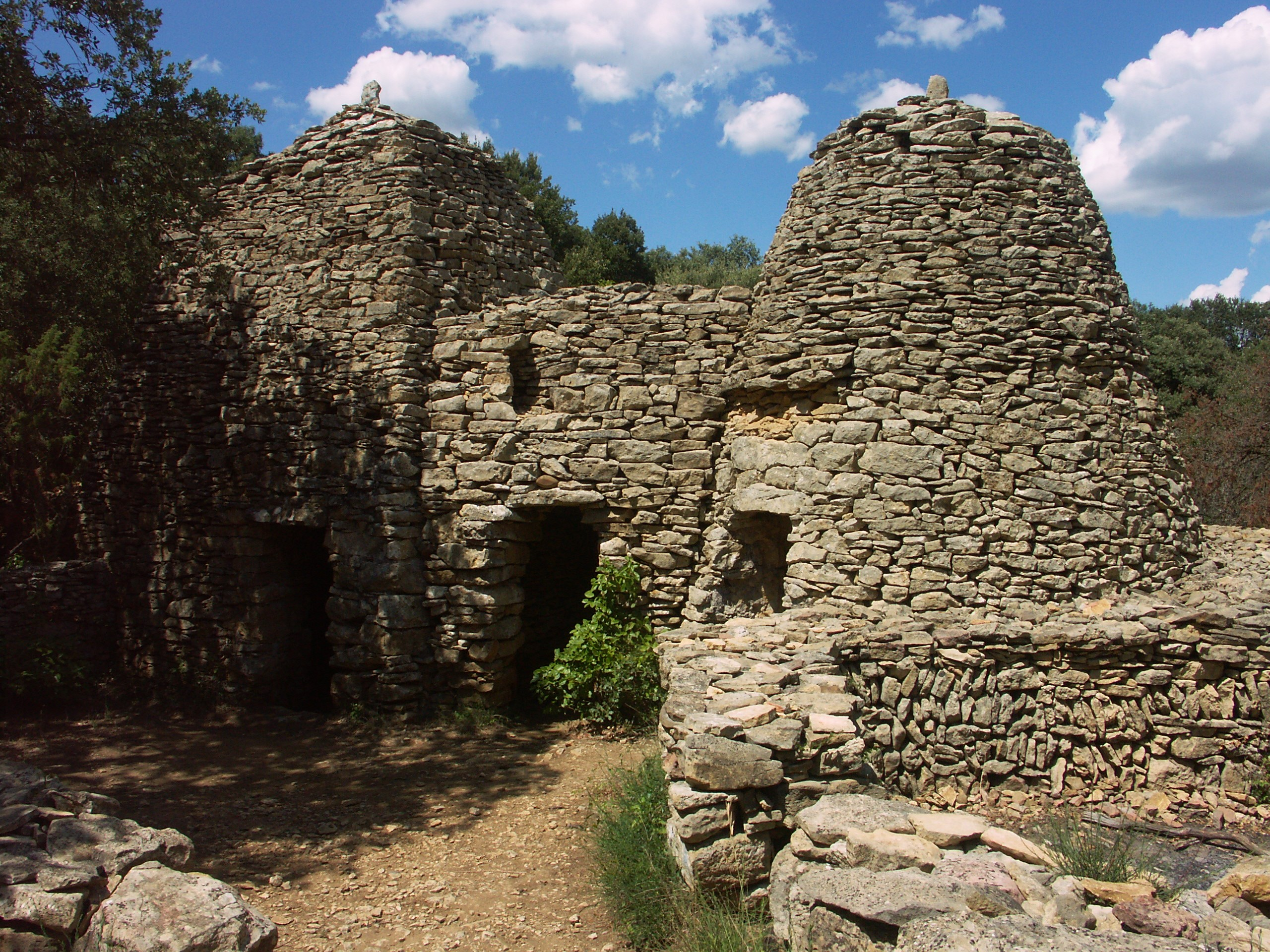
3 capitelles
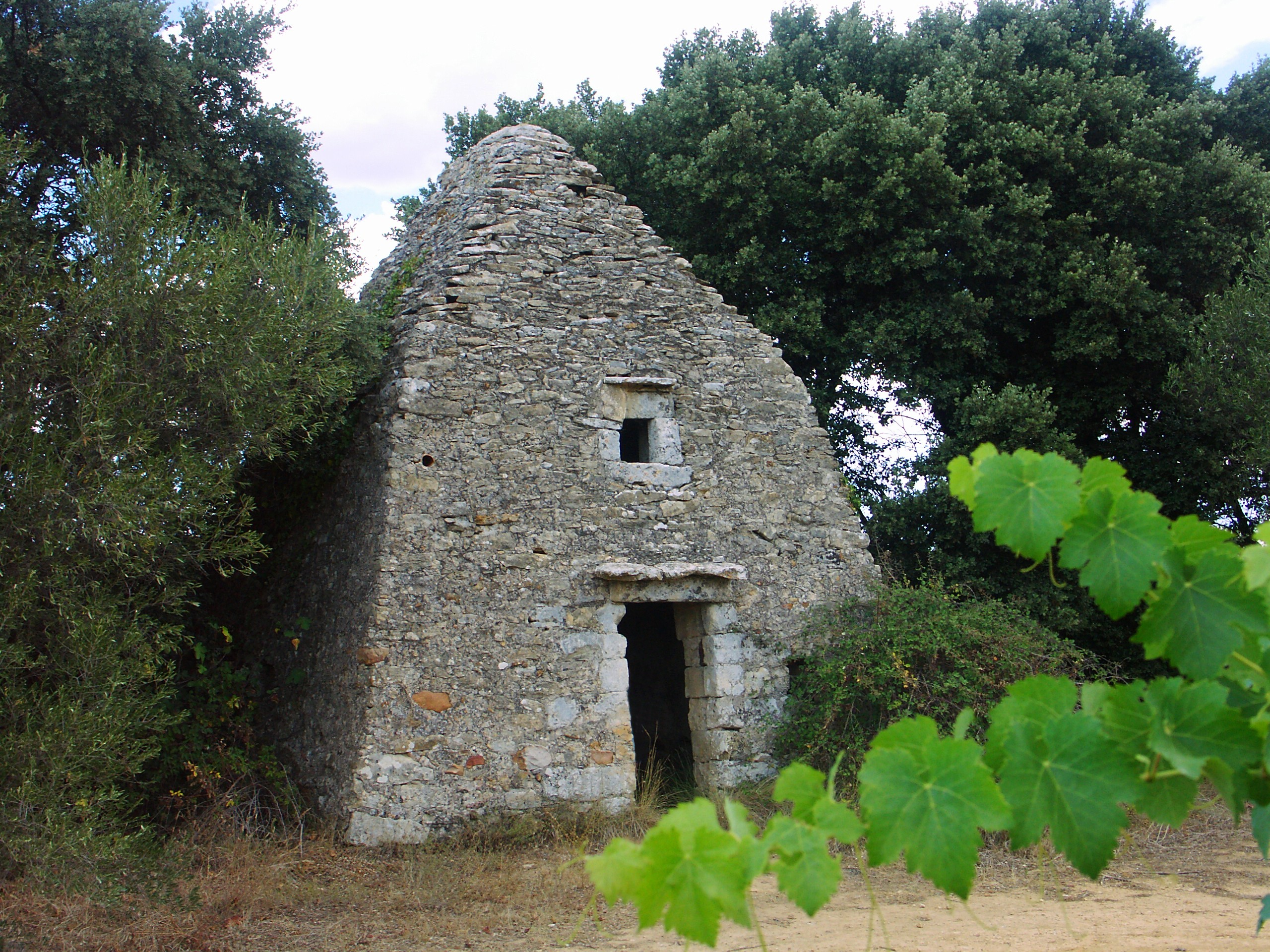
Verputzte capitelle